# Madoc
Madoc (Welsh Madog ab Owain) was volgens een legende een Welshe prins die in de 12e eeuw westwaarts de Atlantische Oceaan opvoer om een kolonie te stichten.
Volgens het verhaal was hij een onechte zoon van Owain Gwynedd, die een groot deel van Wales beheerste. Bij Owains dood in 1170 kwam het tot een strijd om zijn troon tussen een aantal van zijn zoons, en het is naar de legende beweert op dat moment dat Madoc met een andere zoon van Owain, Rhiryd, besluit westwaarts te varen. Hij vindt daar een liefelijk, onbewoond land. Hij laat een aantal personen uit zijn aanhang achter als kolonisten, en keert terug naar Wales om een grotere kolonisatie-expeditie op poten te zetten. Deze vaart inderdaad uit, waarna er van Madoc nooit meer iets gehoord wordt.
Hoewel er flarden zijn die aannemelijk maken dat het verhaal al in de 13e eeuw bestond, was het in de 16e eeuw, dat het zijn grote bekendheid bereikte. Men ging er in die tijd van uit dat het door Madoc ontdekte land ergens in Amerika had gelegen, en de legende werd gebruikt als ondersteuning van de Britse claims tegenover Spanje op het continent te ondersteunen.
In latere tijden werden verschillende plaatsen in Amerika aangeduid als de locatie van Madocs kolonie. Van diverse indianenstammen werd beweerd dat ze 'een soort Welsh' spraken. Uiteindelijk waren het de Mandans die het meest en langst als zodanig werden aangewezen.